# 서방 계획

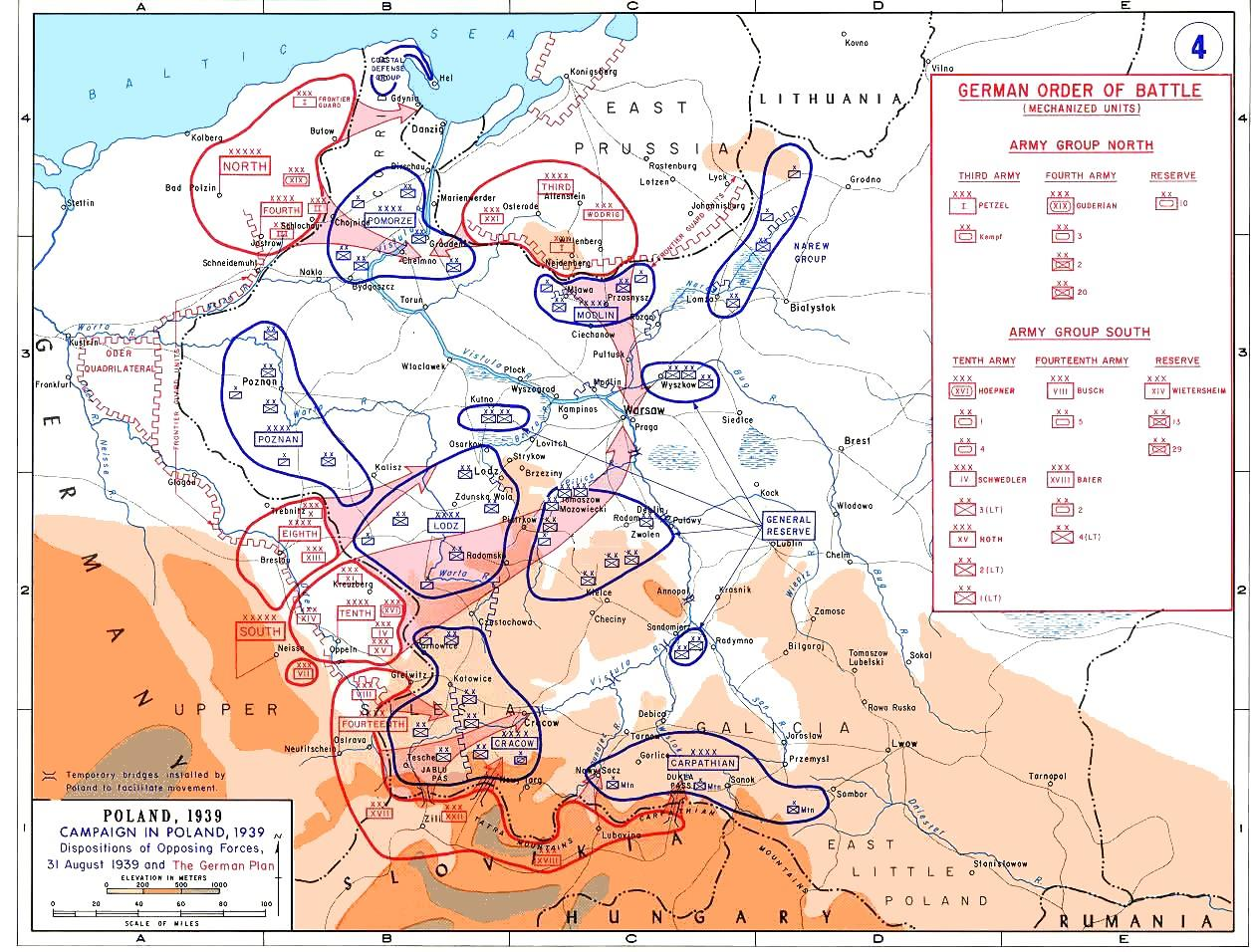
1939년 8월 31일 독일의 배치 병력 및 작전 계획.

서방 계획(Plan Zachód)은 나치 독일의 침공을 방어하기 위한 폴란드군의 군사 작전으로, 1930년대 후반에 입안되었다.

## 배경
유제프 피우수트스키가 폴란드의 독재자로 있는 동안 많은 폴란드 군사작전들은 소련의 가능한 우발적인 공격들에 초점이 맞춰져 있었다. 하지만 1935년에 그가 죽은 뒤 새 폴란드 정부는 1920년대 중반에 입안된 폴란드-독일 전쟁 군사 작전인 'S 계획'이 시대에 부적절하고 개정되어야 할 것으로 보았다. 그러나 1938년까지 우선권은 서부 국경지대가 아닌 동부에 있었고 대다수의 폴란드 요새들은 폴란드-소련 국경에 있었다.

## 계획
계획의 초안은 독일군이 포메라니아와 실레지아, 프로이센에서 바르샤바와 폴란드 회랑으로 진격한다는 것을 염두에 두고 만들어졌다. 독일의 체코슬로바키아 합병 후 폴란드 작전입안자들은 독일군이 실레지아에서 바르샤바와 크라쿠프를 향해 진격할 것을 고려하여 작전을 개정하였다. 폴란드 입안자들은 대부분의 독일 진격로를 예측하는데 성공했지만, 독일의 전쟁계획인 백색 작전에서 중요시되는 프로이센과 독일의 괴뢰국인 슬로바키아를 통한 공격은 중요시하지 않았다.
하지만 폴란드 내에서는 이 작전에서 전쟁이 일어났을 때 폴란드군은 긴 국경을 방어해야 하는지, 아니면 동남부로 후퇴하여 강을 끼고 싸워야 하는지에 대해 논쟁이 일어났다. 후자가 전략적으로 논리적이지만, 폴란드 정치인들은 독일이 단치히 자유시와 폴란드 회랑, 상실레지아와 같은 영토만 점령하고 강화를 요청할 것이라고 생각하여 결국 전자가 채택되었다. 게다가 폴란드 서부지방은 인구밀도가 높고 공업중심지이고 그 결과 폴란드군 보급과 동원에 필수적인 지역이기 때문에 포기하기 어려웠다.
 앞의 논쟁 끝에 폴란드는 폴란드가 독일에게 3방향으로 둘러싸여 있다는 것을 염두에 두고 전쟁이 일어났을 때 국경지대의 북서부 포모제주, 포즈난주와 같은 지역에서 전략적으로 후퇴하는 계획을 세웠다. 또한 폴란드 해안수비대는 독일군의 진격을 가능한 한 오래 늦출 것이었으며, 폴란드 해군은 영국으로 후퇴할 예정이었다. 주 폴란드 수비선은 아우구스토 프리메발 숲-비에브자(Biebrza) 강-나레프(Narew) 강-비스툴라 강(모들린, 토룬, 비드고슈치를 포함하는)-이노브로츠와프 호수-바르타 강-비다프카(Widawka) 강-쳉스토호바-실레지아 요새-비엘스코비아와-지비에츠(Zywiec)-차보우카-노비송치를 따라 구성되었다. 두번째 방어선은 여기에 약간의 수정을 가한 것이고, 세번째 방어선은 루마니아 국경 주변에 계획되었다.
이 계획은 소련이 중립을 유지할 것이라고 예측했으나, 독일-소련 불가침 조약이 체결된 상황에서 그것이 실현되기는 어려웠다. 계획은 리투아니아가 폴란드-리투아니아 사이의 분쟁도시인 빌뉴스를 점령하는 것을 용인하고 말았다.
이 계획은 폴란드가 프랑스와 영국의 지원군이 올때까지 몇달간 버틸수 있다고 가정한 계획이었다.

## 영향
이 계획은 성공적으로 적의 공격 방향, 규모, 위치를 예측했다. 그러나 독일이 공격해왔을 때 여러 방어선들이 완공되지 않은 상태에 있어서 독일의 진격에 별로 방해가 되지 않았다. 여기에는 또한 보급과 전신에도 문제가 있었다.
1939년 9월 1일 독일이 폴란드를 침공했을 때, 이 작전의 비평가들이 예측한 것처럼 폴란드군은 국경에서 심각한 패배를 맛보았다. 또한 과소평가된 독일의 동원력과 전격전 전략, 과대평가된 폴란드의 동원력, 소련의 폴란드 침공과 서방 동맹국들의 소극적인 대응도 1939년 10월 6일 폴란드군의 패배에 기여했다.

## 같이 보기
- 서구의 배신

## 참고 문헌
- Plan Wschód (Plan East), a Polish defensive plan in case of an attack by the Soviet Union
- Dunn, John P. (1987), Polish Defense Planning, 1919-1939: Myth vs. Reality (Dissertation), Florida Atlantic University, OCLC 18811808